# Volby prezidenta USA 1816

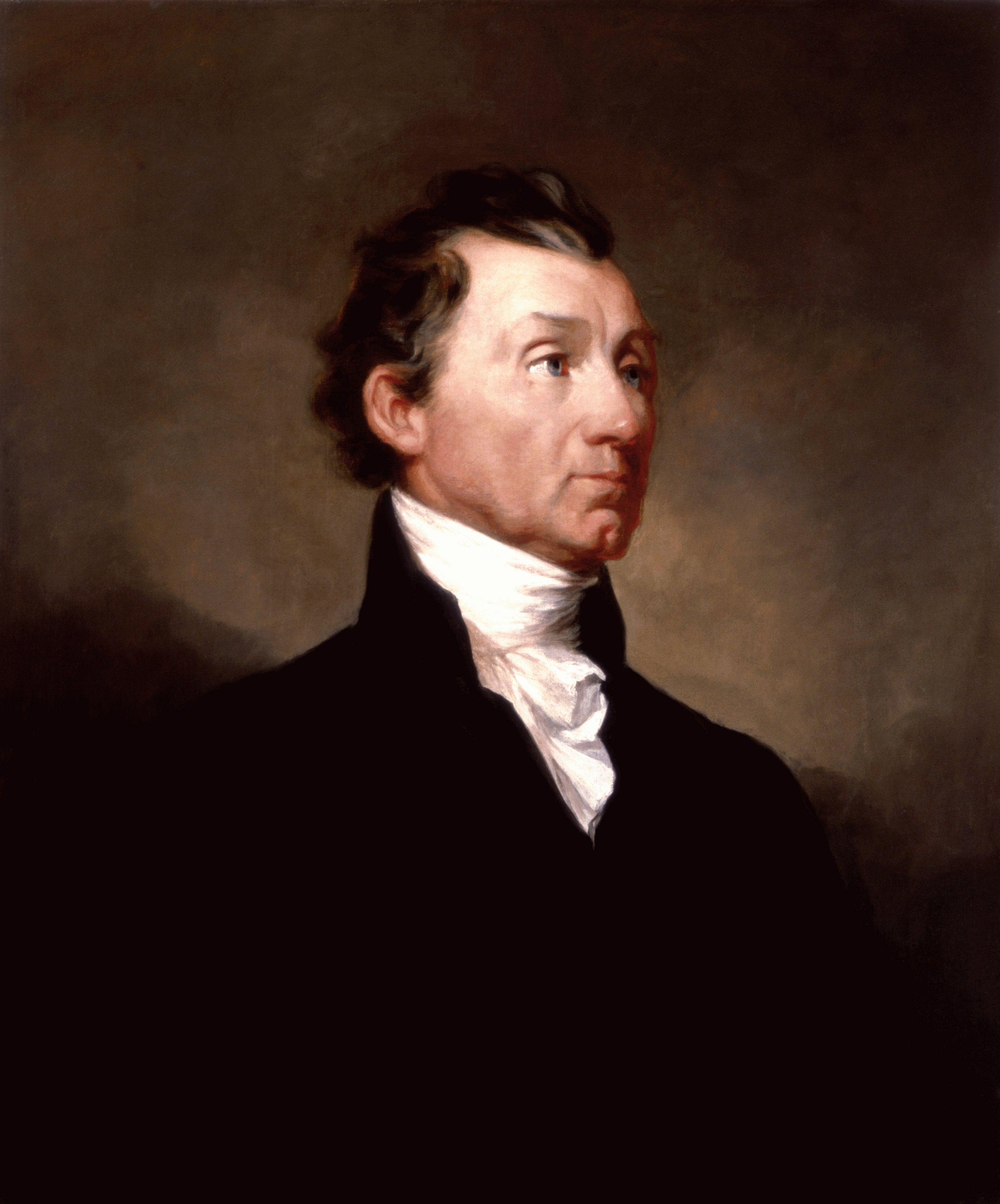
James Monroe

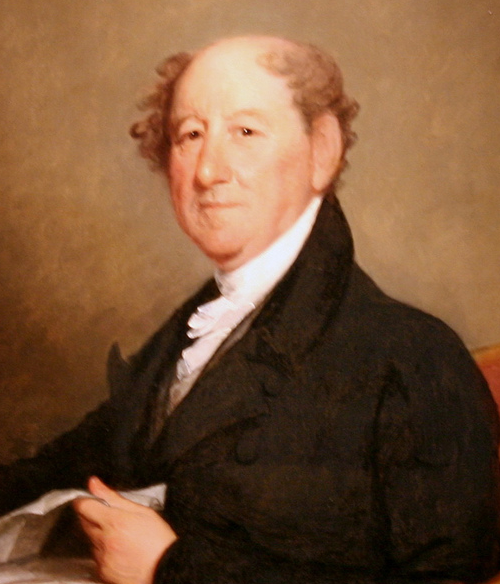
Rufus King

Výsledky voleb podle států

Volby prezidenta USA 1816 byly osmé prezidentské volby ve Spojených státech. Prezidentem byl znovuzvolen James Monroe a viceprezidentem zvolen Daniel D. Tompkins.

## Volební kampaň
Během druhého funkčního období prezidenta Jamese Madisona se Federalistická strana dále poškodila, protože se pokusila využít špatné situace v zemi. Naposledy pustila do boje o prezidentské křeslo svého kandidáta, kterým byl Rufus King, někdejší neúspěšný kandidát na viceprezidenta a prezidenta Spojených států. Kandidátem Demokraticko-republikánské strany se stal James Monroe, někdejší neúspěšný kandidát na prezidenta, ministr zahraničí v letech 1811–1814 a ministr války v letech 1814–1815 v Madisonově kabinetu, který byl známým zastáncem britsko-americké války. Nominaci Demokraticko-republikánské strany na viceprezidenta dostal Daniel D. Tompkins. Monroe dosáhl drtivého vítězství nad Kingem.

## Hlasování
Volby probíhaly 1.–16. listopadu 1816 a zúčastnilo se jich 112 370 voličů. Monroe získal podporu 68,2 % voličů, King získal 30,9 %. Okolo 1 000 voličů podpořilo další kandidáty. Ve sboru volitelů 12. února 1817 vyhrál James Monroe se 183 hlasy, přičemž požadovaná většina byla 109. Prohrál pouze ve třech státech: Delaware, Connecticut a Massachusetts. Jeho protikandidát získal 34 hlasů. Daniel D. Tompkins obdržel shodných 183 hlasů a stal se viceprezidentem. Dalšími kandidáty na viceprezidenta byli John Eager Howard (22 hlasů), James Ross (5 hlasů) John Marshall (4 hlasy) a Robert Goodloe Harper (3 hlasy). Celkový počet volitelů byl 217.
Volební účast byla 1,86 %.
James Monroe složil přísahu 4. března 1817.
| Jméno                 | Stát        | Hlasy voličů | %    | Hlasy volitelů | Strana              |
| --------------------- | ----------- | ------------ | ---- | -------------- | ------------------- |
| James Monroe          | Virginie    | 76 592       | 68,2 | 183            | demokrat-republikán |
| Daniel D. Tompkins    | New York    | -            | -    | 183            | demokrat-republikán |
| Rufus King            | New York    | 34 740       | 30,9 | 34             | federalista         |
| John Eager Howard     | Maryland    | -            | -    | 22             | federalista         |
| James Ross            | Pensylvánie | -            | -    | 5              | federalista         |
| John Marshall         | Virginie    | -            | -    | 4              | federalista         |
| Robert Goodloe Harper | Maryland    | -            | -    | 3              | federalista         |
| unpledged electors    | -           | 1 038        | 0,9  | 0              |                     |